# La Floresta (Lérida)
La Floresta es un municipio español de la provincia de Lérida, comunidad autónoma de Cataluña, en la comarca de Las Garrigas, de pequeña extensión, situado al este de la capital comarcal.

## Demografía
Cuenta con una población de 164 habitantes (INE 2024).
| Gráfica de evolución demográfica de La Floresta entre 1887 y 2021 |
| |
| Población de derecho según los censos de población del INE Población de hecho según los censos de población del INEEn estos censos se denominaba Floresta: 1842, 1887, 1897, 1900, 1910, 1920, 1930, 1940, 1950, 1960, 1970 y 1981 Entre el censo de 1897 y el anterior, disminuye el término del municipio porque independiza a 25153 (Omellons) Entre el censo de 1857 y el anterior, este municipio desaparece porque se integra en el municipio 25138 (Mongay) Entre el censo de 1887 y el anterior, aparece este municipio porque cambia de nombre y desaparece el municipio 25153 (Omellons) |

| 1900 | 1930 | 1950 | 1970 | 1981 | 1986 |
| ---- | ---- | ---- | ---- | ---- | ---- |
| 556  | 622  | 424  | 309  | 193  | 191  |